# مارینو مارینی
مارینو مارینی (زاده ۲۷ فوریه ۱۹۰۱ – درگذشته ۶ اوت ۱۹۸۰) مجسمه‌ساز و مربی ایتالیایی بود.

## زندگینامه
او در 27 فوریه 1901 در Pistoia ایتالیا به دنیا آمد و به تحصیل در رشته نقاشی در Accademia di Belle Arti در فلورانس پرداخت؛ اما بلافاصله پس از فارغ التحصیلی به مجسمه سازی روی آورد. در سال 1936 جایزه چهارساله رم را دریافت کرد و آثارش در بررسی گروهی هنر ایتالیایی در موزه هنر مدرن نیویورک گنجانده شد. 
اگرچه مارینی هرگز نقاشی را رها نکرد، از حدود سال 1922 عمدتاً خود را وقف مجسمه سازی کرد. از این زمان آثار او تحت تأثیر هنر اتروسکی و مجسمه سازی آرتورو مارتینی قرار گرفت. مارینی در سال 1929 جانشین مارتینی شد به عنوان استاد در Scuola d’Arte di Villa Reale در مونزا، نزدیک میلان، سمتی را که تا سال 1940 حفظ کرد.
در این دوره، مارینی مکرراً به پاریس سفر کرد و در آنجا با ماسیمو کامپیگلی، جورجیو دی کیریکو، آلبرتو ماگنلی و فیلیپو تیبرتلی دی پیسیس ارتباط داشت. در سال 1936 به تنرو-لوکارنو، در کانتون تیچینو، سوئیس نقل مکان کرد. در طول چند سال بعد، هنرمند اغلب از زوریخ و بازل دیدن کرد، جایی که با آلبرتو جاکومتی، ژرمن ریچیه و فریتز وتروبا دوست شد. او در سال 1936 جایزه کوادرینال رم را دریافت کرد. در سال 1938 با مرسدس پدرازینی ازدواج کرد.[3]
در سال 1940، کرسی استادی مجسمه سازی را در Accademia di Belle Arti di Brera (اکادمی بررا کنونی) در میلان پذیرفت. از شاگردان برجسته او می توان به پرویز تناولی مجسمه ساز اشاره کرد.[4] در سال 1943، او به سوئیس تبعید شد و در بازل، برن و زوریخ نمایشگاه‌هایی داشت.[3] در سال 1946، این هنرمند برای همیشه در میلان ساکن شد.
او در Cimitero Comunale از Pistoia، توسکانا، ایتالیا به خاک سپرده شده است.

## تاثیر
مارینی مضامین مختلفی را در مجسمه سازی ایجاد کرد: سوارکاری، پوموناس (برهنه)، پرتره، و چهره های سیرک. او در توسعه این مضامین از سنت‌های مجسمه‌سازی اتروسکی و اروپای شمالی استفاده کرد. هدف او توسعه تصاویر اسطوره ای با تفسیر مضامین کلاسیک در پرتو دغدغه ها و تکنیک های مدرن بود. مارینی به‌ویژه به خاطر مجموعه‌ای از مجسمه‌های سوارکاری سبک‌شده‌اش، که مردی با دست‌های بلند روی اسب را نشان می‌دهد، مشهور است. تکامل اسب و سوار به عنوان سوژه در آثار مارینی نشان دهنده واکنش هنرمند به بافت در حال تغییر دنیای مدرن است.